# Santa Ana de Pusa
Santa Ana de Pusa è un comune spagnolo di 449 abitanti situato nella comunità autonoma di Castiglia-La Mancia.
Ha assunto il nome attuale alla fine del XVIII secolo fino a quando si è chiamato Santa Ana y la Bienvenida.